# ويليام د. مورغان
ويليام د. مورغان (بالإنجليزية: William D. Morgan)‏ هو عسكري أمريكي، ولد في 17 سبتمبر 1947 في بيتسبرغ في الولايات المتحدة، وتوفي في 25 فبراير 1969 في محافظة كوانغ تشي في فيتنام.